# João Filipe Caldas Amorim
João Filipe Caldas Amorim (sinh ngày 30 tháng 9 năm 1991) là một cầu thủ bóng đá người Bồ Đào Nha thi đấu cho câu lạc bộ Tây Ban Nha CF Salmantino, ở vị trí hậu vệ.

## Sự nghiệp bóng đá
Ngày 4 tháng 1 năm 2015, Amorim có màn ra mắt cho Oriental trong trận đấu tại Giải bóng đá hạng nhất quốc gia Bồ Đào Nha 2014–15 trước Leixões.